# El Sombrerete
El Sombrerete är en ort i Mexiko.   Den ligger i kommunen Zitácuaro och delstaten Michoacán de Ocampo, i den södra delen av landet, 130 km väster om huvudstaden Mexico City. El Sombrerete ligger 2 072 meter över havet och antalet invånare är 408.
Terrängen runt El Sombrerete är lite bergig. Runt El Sombrerete är det tätbefolkat, med 308 invånare per kvadratkilometer. Närmaste större samhälle är Heróica Zitácuaro, 5,2 km söder om El Sombrerete. Omgivningarna runt El Sombrerete är en mosaik av jordbruksmark och naturlig växtlighet.